# Mehne
Mehne (Mihni, Mehneo'o, Mih'ni, Mehn, Mihn), Kod Indijanaca Cheyenne Mehne je podvodna rogata zmija, zajednička legendama većine plemena Algonquian. Mehne vrebaju u jezerima i izvorima i jedu ljude, iako se kaže da im ostavljanje poklona s poštovanjem poboljšava raspoloženje.